# Déluge sur la ville
Pour les articles homonymes, voir Flood.
Pour plus de détails, voir Fiche technique et Distribution.
Déluge sur la ville (Flood!) est un téléfilm américain réalisé par Earl Bellamy et diffusé en 1976.

## Synopsis
Après plusieurs semaines de pluie torentielle, les habitants soucieux de la sécurité de la petite ville de Brownsville demandent à leur maire d'ouvrir les vannes pour faire sortir le surplus d'eau du barrage mais ce dernier refuse. La construction cède et c'est la panique pour les quelques habitants qui vont devoir faire l'impossible pour survivre.

## Fiche technique
- Titre original : Flood!
- Réaliisation : Earl Bellamy
- Scénario : Don Ingalls
- Photographie : Lamar Boren
- Musique : Richard LaSalle
- Montage : Bill Brame
- Production : Irwin Allen et Arthur Weiss
- Langue originale : anglais
- Durée : 100 minutes
- Date de diffusion : 1976

## Distribution
- Robert Culp (VF : Jean-Claude Michel) : Steve Brannigan
- Martin Milner (VF : Marc Cassot) : Paul Blake
- Barbara Hershey : Mary Cutler
- Richard Basehart (VF : Gabriel Cattand) : John Cutler
- Carol Lynley : Abbie Adams
- Roddy McDowall (VF : Francis Lax) : Mr. Franklin
- Cameron Mitchell (VF : Henry Djanik) : Sam Adams
- Eric Olson : Andy Cutler
- Teresa Wright (VF : Paule Emanuele) : Alice Cutler
- Francine York : Daisy Kempel
- Whit Bissell (VF : Jean-Henri Chambois) : Docteur Ted Horne
- Leif Garrett : Johnny Lowman
- Ann Doran : Emma Fisher
- Elizabeth Rogers : Nancy Lowman
- James Griffith (VF : Georges Atlas) : Charlie Davis
- Edna Helton : Mrs. Wilson
- Gloria Stuart : Mrs. Parker
- Jack Collins : Jack Spangler